# Kardiovaskulärer Drift
Der kardiovaskuläre Drift (CVD) ist ein Phänomen des Herz-Kreislauf-Systems, das bei hoher Temperatur auftritt. Er ist gekennzeichnet durch eine Abnahme des mittleren arteriellen Drucks und des Schlagvolumens und einen parallelen Anstieg der Herzfrequenz. Es hat sich gezeigt, dass eine Verringerung des Schlagvolumens aufgrund von Dehydratation fast immer auf den Anstieg der Körpertemperatur zurückzuführen ist. Sie wird von vielen Faktoren beeinflusst, vor allem von der Umgebungstemperatur, der Hydratation und der Menge des Muskelgewebes, das während des Trainings aktiviert wird. Um die Abkühlung zu fördern, wird der Blutfluss zur Haut erhöht, was zu einer Verschiebung der Flüssigkeiten vom Blutplasma zum Hautgewebe führt. Dies führt zu einer Abnahme des pulmonal-arteriellen Drucks und zu einem reduzierten Schlagvolumen des Herzens. Um das Herzzeitvolumen bei reduziertem Druck aufrechtzuerhalten, muss die Herzfrequenz erhöht werden.

## Folgen
Die Auswirkungen des kardiovaskulären Drifts konzentrieren sich hauptsächlich auf einen höheren Rate of Perceived Effort, d. h. eine Person hat das Gefühl, mehr Energie zu verbrauchen, obwohl sie es nicht tut. Dadurch entsteht eine mentale Blockade, die die Leistung stark beeinträchtigen kann.

## Vermeidung
Zur Vorbeugung oder Minimierung des kardiovaskulären Drifts gehören der konsequente Flüssigkeitsaustausch und die Aufrechterhaltung des Elektrolytgleichgewichts während des Trainings, die Akklimatisierung an die Umgebung, in der man trainiert, sowie Krafttraining zur Ergänzung der kardiovaskulären Anstrengungen.